# Миненков, Андрей Олегович
Андрей Олегович Миненков (род. 6 декабря 1954) — советский фигурист, выступавший в танцах на льду. С партнёршей, а в дальнейшем женой, Ириной Моисеевой они были серебряными медалистами Олимпиады 1976 года — первой, на которой танцы были включены в программу Игр, и бронзовыми на следующей Олимпиаде 1980 года. Кроме того, Моисеева и Миненков — двукратные чемпионы мира (1975 и 1977) и двукратные чемпионы Европы (1977 и 1978). Заслуженный мастер спорта СССР (1975).
В 2018 году Миненков и Моисеева были избраны в Зал славы мирового фигурного катания.

## Карьера
В пару Ирину и Андрея поставил их первый тренер Игорь Александрович Кабанов, когда им было 12 и 13 лет соответственно. Когда Кабанову предложили работу в Спорткомитете, он «передал» пару начинающему тренеру Татьяне Тарасовой.
Первый успех пришел к паре на чемпионате мира 1975 года в Колорадо-Спрингс, когда, после снятия с соревнований Людмилы Пахомовой и Александра Горшкова из-за болезни Горшкова, они сенсационно стали чемпионами мира. В следующем, 1976 году, они становятся вторыми на Олимпиаде в Инсбруке, уступив знаменитым Пахомовой — Горшкову. На чемпионате мира того же года расклад мест повторяется — Моисеева и Миненков снова вторые.
В 1977 году пара завоевывает звание чемпионов Советского Союза, несмотря на травму Ирины, полученную на разминке прямо перед выступлением. Через неделю на чемпионате мира в Хельсинки во время оригинального танца партнёрша падает. Но произвольную программу они исполняют настолько блестяще, что впервые Моисеева и Миненков становятся чемпионами Европы.
В 1977 году Моисеева и Миненков второй раз выиграли чемпионат мира, проходивший в Токио. В 1978 году в Страсбурге они повторно выигрывают чемпионат Европы с произвольной программой, впервые в фигурном катании поставленной с единой сюжетной линией на музыку из одного музыкального произведения (мюзикла «Вестсайдская история»).
В 1979 году Моисеева и Миненков решают прекратить 10-летнее сотрудничество с Тарасовой и меняют тренера (по свидетельству Тарасовой в книге «Четыре времени года» она сама отказалась от спортсменов, устав от конфликтов).
Новым наставником пары становится Людмила Пахомова. Однако уже в 1981 году и это содружество распалось.
Последние годы с ними работала Наталья Дубова. Бессменным хореографом являлась Елена Матвеева — бывшая балерина Большого театра. Она рассказывала, что начала ставить программу «Ромео и Джульетта» лишь после того, как придумала финал: герои остаются стоять и вместе «накладывают на себя руки», скрестив их на груди и прижавшись друг к другу. «Это все символика, памятник несчастной любви. Я категорически не хотела положить героев Шекспира на лед: они не в театре, где могут погасить свет, и артисты быстренько встают кланяться. Поэтому мы сделали в соответствии со спецификой фигурного катания», — вспоминает Матвеева. Другое ее известное произведение для Ирины и Андрея — «Лебедь» под музыку Сен-Санса. Михаил Фокин поставил этот мини-балет для Анны Павловой и сделал лебедя умирающим, а Матвеева пошла другим путем: два лебедя, которые в конце замирают от любви. Финальная поза танца взята из настоящих лебединых повадок и природной пластики.
27 ноября 1983 года в торжественной обстановке во Дворце спорта в Лужниках на турнире на призы газеты «Московские новости» Моисеева и Миненков попрощались со спортом.
Выступления на льду Моисеевой и Миненкова во многом были новаторскими, опередившими время на годы, имели большую популярность у зрителей, но были не приняты специалистами.

## После спорта
У Ирины Моисеевой и Андрея Миненкова в 1984 году родилась дочь Елена.
После окончания спортивной карьеры Андрей Миненков решил заняться наукой. Он закончил Московский институт радиотехники, электроники и автоматики (МИРЭА), затем, в 1989 году, защитил диссертацию по привычной для себя теме — это был анализ того, как конёк скользит по льду (работа выполнялись в НИИ механики МГУ, научный руководитель А. А. Шахназаров).
На волне «перестройки» возглавил созданную при Госкомспорте структуру, которая занималась финансированием спортивной науки, — ассоциацию «Союзспорттехника».
Далее Миненков решает уйти в бизнес. В 1993 году он с компаньоном основывает фирму, которая начинает торговлю новыми на российском рынке импортными марками мороженого. В настоящее время торговый дом «Холод» является генеральным дистрибьютором мороженого «Марс» в СНГ (такие марки мороженого, как «Марс», «Сникерс», «Баунти», «Твикс» и т. п.), официальным дистрибьютором мороженого «Нестле» и торгует ещё многими видами замороженных продуктов (креветки, овощи и т. д.).
В 2006 и 2007 году Андрей Миненков принимал участие в качестве судьи в телешоу канала РТР «Танцы на льду» и «Танцы на льду. Бархатный сезон».
В 2018 году Миненков и Моисеева были избраны в Зал славы мирового фигурного катания.

## Спортивные достижения
| Соревнования/Сезон                          | 1969—70 | 1970—71 | 1971—72 | 1972—73 | 1973—74 | 1974—75 | 1975—76 | 1976—77 | 1977—78 | 1978—79 | 1979—80 | 1980—81 | 1981—82 |
| ------------------------------------------- | ------- | ------- | ------- | ------- | ------- | ------- | ------- | ------- | ------- | ------- | ------- | ------- | ------- |
| Олимпиады                                   |         |         |         |         |         |         | 2       |         |         |         | 3       |         |         |
| Чемпионаты мира                             |         |         |         | 7       | 4       | 1       | 2       | 1       | 2       | 3       | 3       | 2       | 3       |
| Чемпионаты Европы                           |         |         |         | 7       | 5       | 4       | 2       | 1       | 1       | 2       | 3       | 2       | 3       |
| Чемпионаты СССР                             | 5       | 4       | 3       | 3       | 2       | 3       | 2       | 1       |         | 2       |         | 2       | 2       |
| Skate Canada                                |         |         |         |         | 3       | 1       |         |         |         |         |         |         |         |
| NHK Trophy                                  |         |         |         |         |         |         |         |         |         |         | 1       |         |         |
| Турнир на призы газеты «Московские новости» |         | 6       |         | 2       | 2       | 2       |         | 1       |         | 1       |         |         | 2       |

## Награды
- Медаль «За трудовую доблесть» (9.04.1980)[3]